# Kwartelkoning
De kwartelkoning of spriet (Crex crex) roepⓘ is een vogel uit de familie van de rallen (Rallidae). De vogel is niet verwant aan de familie waartoe de kwartel (Phasianidae) behoort.

## Kenmerken

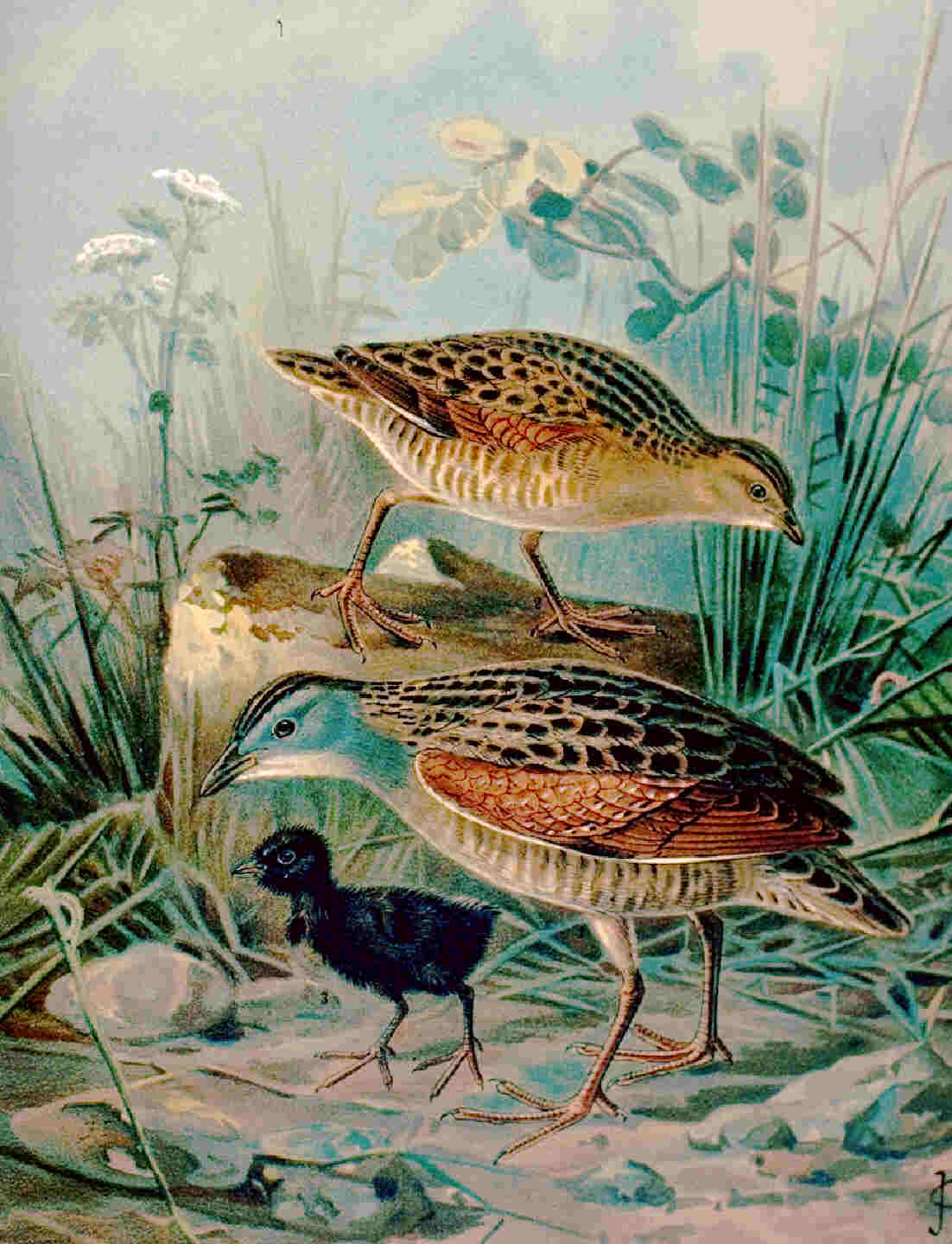
Twee volwassen vogels met een kuiken
(1899), Johann Friedrich Naumann

De kwartelkoning is zelden te zien, maar vooral te horen. Hij roept krex-krex, een geluid dat lijkt op het raspen van een creditkaart over een kammetje.
De vogel is 22-25 cm lang en heeft een vleugelspanwijdte van 46 tot 53 cm. Hij weegt tussen de 125 en 210 gram. Hij is overwegend bruin gekleurd, van boven met zwarte vlekken met een blauwgrijze kop en nek. Mannetje en vrouwtje zien er ongeveer hetzelfde uit. De kwartelkoning vliegt niet graag maar rent bij gevaar snel weg en blijft zo verborgen tussen het lange gras. De kwartelkoning vliegt met hangende poten.

## Leefwijze
Het voedsel bestaat uit allerlei insecten, maar ook zaden van onkruid en gras worden gegeten.

## Voortplanting
Het nest bevindt zich tussen hoog gras en wordt afgewerkt met grassprietjes en andere plantendelen. Het legsel bestaat uit 6 tot 10 roomkleurige eieren met donkere vlekken. De vogel broedt slechts eenmaal per jaar.

## Verspreiding
In het grootste deel van Europa en Midden-Azië komt de kwartelkoning alleen als broedvogel voor. Daar leeft hij op vochtige weilanden of hooilanden, maar ook in korenvelden. Tijdens de trek verblijft hij zelfs in aardappelvelden. De vogel overwintert in Afrika (zie verspreidingskaart).

## Voorkomen in Nederland en Vlaanderen
In het begin van de twintigste eeuw was de kwartelkoning een vrij algemene broedvogel van weilanden, uiterwaarden en akkergebieden in Nederland (en Vlaanderen). In de jaren 1970 verdween de vogel grotendeels maar bleven er nog een paar gebieden over: de uiterwaarden van de Rijn, Waal en IJssel alwaar in de jaren 1980 soms meer dan 100 paren broedden. In Oost-Groningen werd in de jaren 1970 een groot aantal broedende kwartelkoningen ontdekt (200-300 paar in 1979). Dit aantal slonk tot hoogstens 25 paar eind jaren negentig. Kort samengevat waren er rond 1970 nog circa 750 (500-1000) paar, maar in 1992-1996 hoogstens nog 100. In 1998 was er een tijdelijke opleving.
Op de website van SOVON is dit in beeld gebracht: het dieptepunt in 1993-1996 en daarna de opleving. Het verloop tussen 2000 en 2007 is grillig (tussen de 240 en 700 paar), maar eerder dalend dan stijgend, hoewel nog steeds boven het lage niveau van de periode 1993-1996. De kwartelkoning is daarom in 2004 als kwetsbaar op de Nederlandse rode lijst gezet. In Vlaanderen zijn nog hoogstens 2 broedparen, de soort staat als met uitsterven bedreigd op de Vlaamse rode lijst. Op wereldschaal is de vogel (sinds nader onderzoek uit 2010) geen echte rodelijstsoort (meer), hij staat als niet bedreigd op de lijst van de IUCN.

## Trivia
De naam kwartelkoning is ontleend aan een Griekse sage waarin de kwartelkoning deel uitmaakt van een zwerm kwartels, waarvan hij
de grootste is en de koning. De vogel heeft een groot aantal bijnamen in diverse streektalen en dialecten zoals kwakkelkoning, hooistek, schriek, grasknirper en spriet.